# قارچ‌های لبه‌کرکی
قارچ‌های لبه‌کرکی یا قارچ‌های کرکی‌لبه (نام علمی: Tricholomataceae) نام یک تیره از راسته قارچ‌های تیغک‌دار است.